# Werner Schlotter

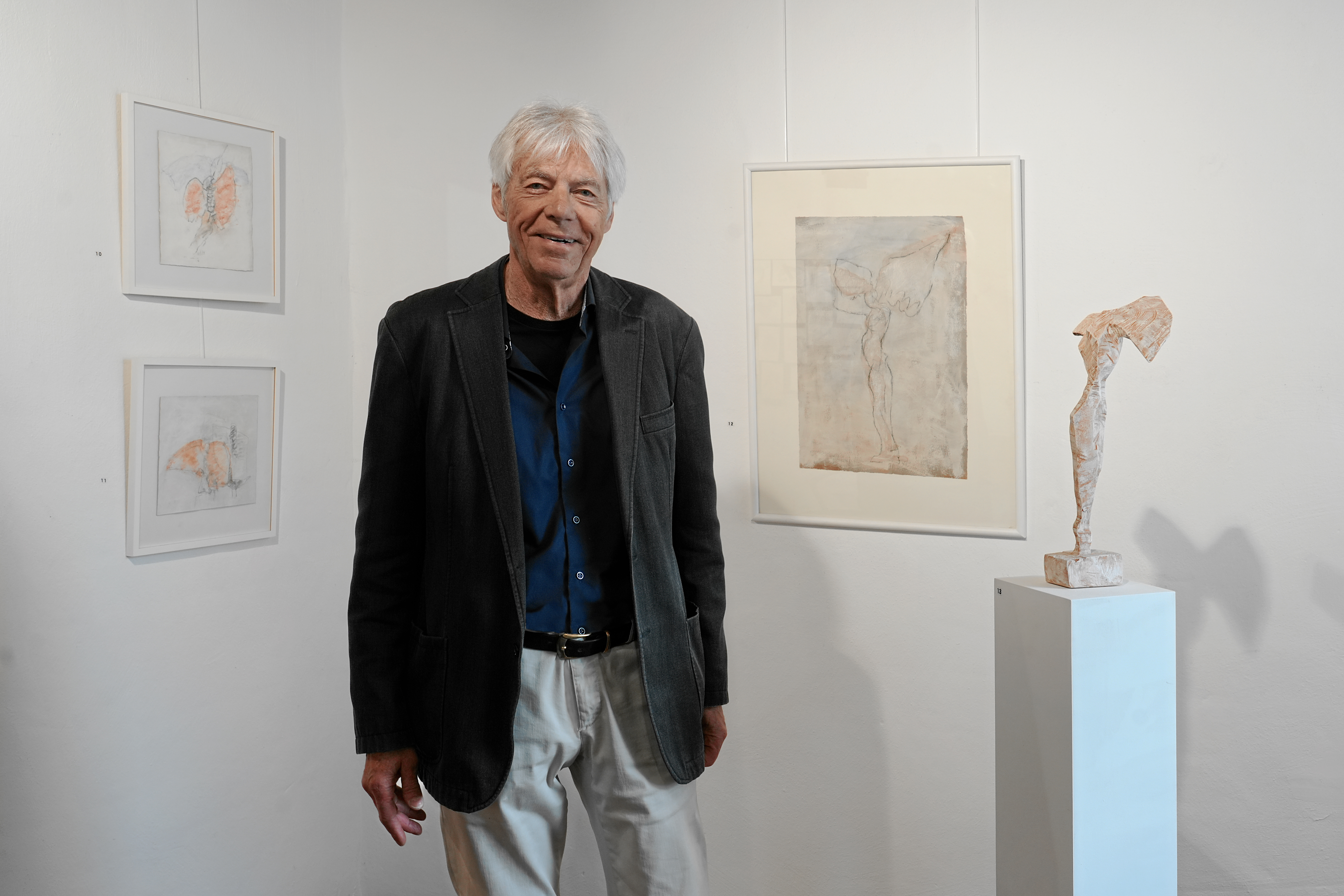
Werner Schlotter in seiner Ausstellung. Galerie Gunzoburg, Überlingen am 25. April 2025

Werner Schlotter (* 29. Mai 1947 in Schwenningen) ist ein deutscher Bildhauer und Zeichner.

## Leben
Werner Schlotter beschäftigte sich seit seiner frühesten Jugend mit bildender Kunst. Er studierte nach einer Mechanikerlehre 1967–71 an der Fachhochschule Konstanz (heute HTWG) Elektrotechnik. Nach dem Ingenieurdiplom und einer zweijährigen Assistenz-Tätigkeit orientierte er sich um, studierte Sozialwissenschaften, Zeitgeschichte und Pädagogik in Berlin und Darmstadt und erhielt das Staatsexamen für das Lehramt am beruflichen Schulen mit dem Schwerpunkt sozialkundliche Fächer. Ab 1978 hatte er einen Lehrauftrag an einer Sonderberufsfachschule für behinderte Jugendliche inne.
Seit 1980 arbeitet er als Bildhauer mit Atelier im Konstanzer Stadtteil Paradies. Werner Schlotter belegte Kurse in Bildhauerei und Plastik an einer freien Kunstschule, bei Eberhard Linke, Richard Hess und Sandor Kecskemeti. Sein Werk ist in privaten und institutionellen Sammlungen vertreten, etwa beim Regierungspräsidium Freiburg, beim Landkreis Konstanz oder beim Badischen Landesmuseum in Karlsruhe und der Sammlung Frommknecht.

## Werk
Werner Schlotter fertigt Skulpturen aus Holz, Keramik und Bronze, daneben zeichnet er Bilder in verschiedenen Techniken. Er macht keine Trennung von Kunst und Handwerk. Sogar seine Bronzen gießt er selbst in seinem Atelier. Seinen Werken sieht man den Prozess der Entstehung an: Terrakotten – etwa Köpfe oder Flügelwesen – entstehen Schicht für Schicht, Holz wird oft mit der Kettensäge bearbeitet. Das Material ist für ihn nicht einfach ein Mittel zum Zweck, sondern bestimmt durch seine Eigenartigkeit den gestalterischen Prozess. In seiner Anfangszeit polierte und schliff er Oberflächen, später durften sie roh bleiben, die Art der Entstehung zeigen. Dasselbe gilt für seine Bronzen, deren Oberfläche rau bleibt. „Hieraus mögen sich denn auch seine Tendenz zum Abstrakten, seine Rückbesinnung auf Ur-Formen sowie sein minimalistischer Stil ergeben.“ Schlotters mitunter skizzenhaften Kohle-Acryl-Bilder, seine Zeichnungen in Bleistift, Kreide oder Ziegelpigment entstehen meist im Wechselspiel zur plastischen Gestaltung, dienen aber nicht als Entwurf dazu. Werner Schlotter sieht in seinen Werken keine Bezüge zu Aktualitäten, zur Gesellschaft oder gar zur Politik – es geht ihm allein um die die gültige Form, die Gestalt.
Zuweilen schafft Werner Schlotter Werkgruppen, wie etwa
- 2003 „Köpfe“ – Skulpturen aus Terracotta zusammen mit Zeichnungen in Mischtechnik oder
- 2019 „Erinnerst du dich an dein Haus?“ für die Galerie THE VIEW in Salenstein in einem Schweizer militärischen Unterstand, wo er Assemblagen aus Ziegelsteinen, aber auch Bilder, die Ton-Pigmente enthielten, schuf.[5]
- Flügel und Flügelwesen sind ein immer wieder vorkommendes Sujet, das für Aufbruch, Loslassen und Abheben steht.

## Ausstellungen (Auswahl)
Werner Schlotter beteiligt sich an Gruppenausstellungen des Kunstvereins Konstanz, des Internationalen Bodensee-Clubs und an Mitgliederausstellungen des Verbandes der Bildenden Künstler und Künstlerinnen Baden-Württemberg, aber er zeigt auch Einzelausstellungen.
- 2002 Galerie Schumacher Überlingen: „Erinnerst du Dich an Dein Haus ?“, Skulpturen und Zeichnungen
- 2007 Galerie O Kunst und Sehen: „Haus und Flügel“[6]
- 2008 Galerie Walz, Überlingen: Tatort[7]
- 2012 Allerart Heiligenberg: Kleine Bronzen und Terracotten
- 2019 Galerie THE VIEW, Salenstein: „Erinnerst du dich an dein Haus?“
- 2021 „Galerie unter freiem Himmel“ bei der Landesgartenschau in Überlingen – Skulpturen
- 2022 Galerie Kunstgrenze Konstanz: Ede Mayer & Werner Schlotter: Malerei – Zeichnung – Skulpturen
- 2023/24 Museum Rosenegg, Kreuzlingen „KunstWerkBau“ mit Guido Kasper, Martin Maeder, Ede Mayer
- 2025: Galerie Gunzoburg, Überlingen: „Auf und Davon“ – Zeichnungen und Skulpturen von Werner Schlotter[8]

## Trivia
Neben seiner künstlerischen Tätigkeit entwirft und fertigt Werner Schlotter auch Larven (Masken) aus Lindenholz für mehrere Fasnachtszünfte. Diese Arbeit versteht er nicht als Kunst, sondern als ein anspruchsvolles Handwerk. Zu den ersten Arbeiten zählte der Konstanzer „Saubachgeist“ (1989), es folgten die „Altstadthexen“, „Trolle“, „Nebelschwaden“, die Einzelfigur des „Plimplamp“, die „Rebengeister“, „Goschen“, „Stadtfüxe“, „Kupferhexe“, „Konstanzer Frichtle“ und Dettinger „Dilldappenfänger“, die der „Narro“ der Narrenzunft Bad Dürrheim und die der Konstanzer Waldwichtel. Das Konstanzer Rosgartenmuseum ist im Besitz einer Erwachsenenmaske der Laugelegumper, auch das Badische Landesmuseum ist im Besitz zweier seiner Masken.
Während der Dreharbeiten zum Tatort „Das Lächeln der Madonna“, der 2005 zu großen Teilen im Konstanzer Kulturzentrum gedreht wurde, waren in der dort laufenden Jahresausstellung des Kunstvereins Konstanz auch Werke von Werner Schlotter zu sehen. Die Szene ab etwa 2 Minuten 20 Sekunden spielt vor seinen Bildern.